# Simulium infernale
Simulium infernale är en tvåvingeart som beskrevs av Adler, Currie och Wood 2004. Simulium infernale ingår i släktet Simulium och familjen knott.
Artens utbredningsområde är Kalifornien. Inga underarter finns listade i Catalogue of Life.